# Église San Gil Abad
L'église San Gil Abad est une église gothique de Burgos, en Espagne. Elle date des XIVe – XVe siècles. Elle a été déclarée site culturel Bien d'Intérêt culturel par décret du 3 juin 1931.

## Galerie

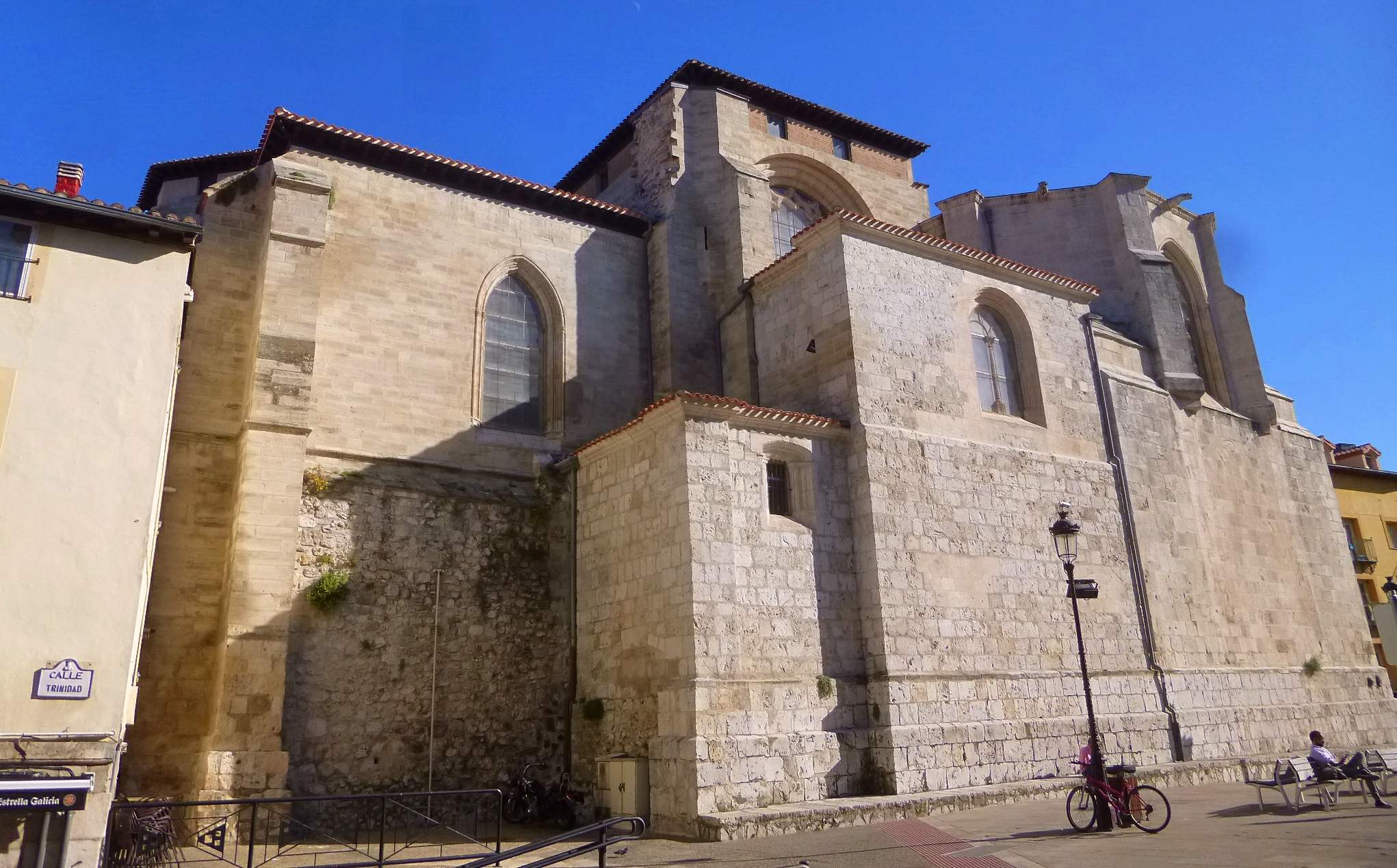
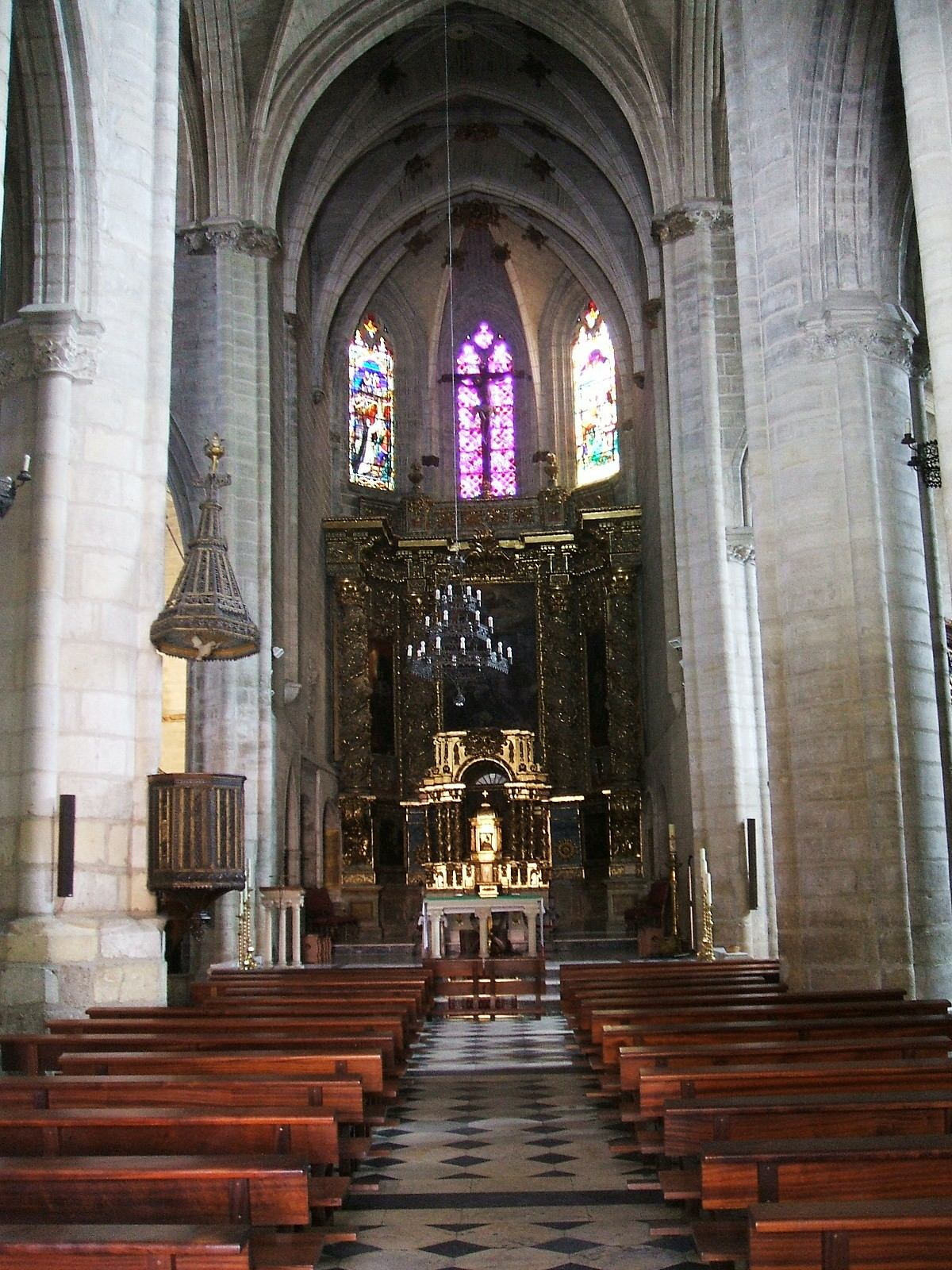
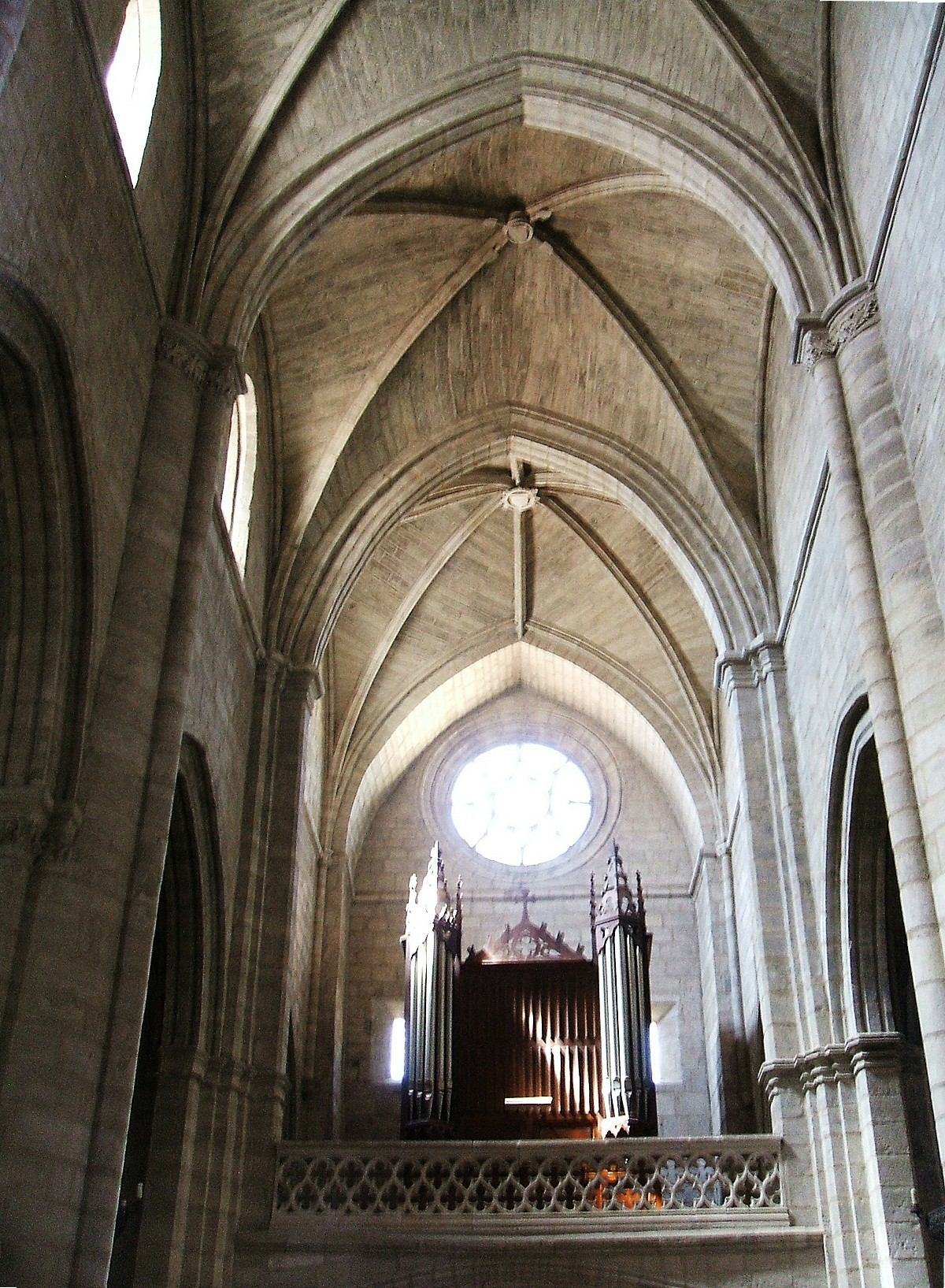
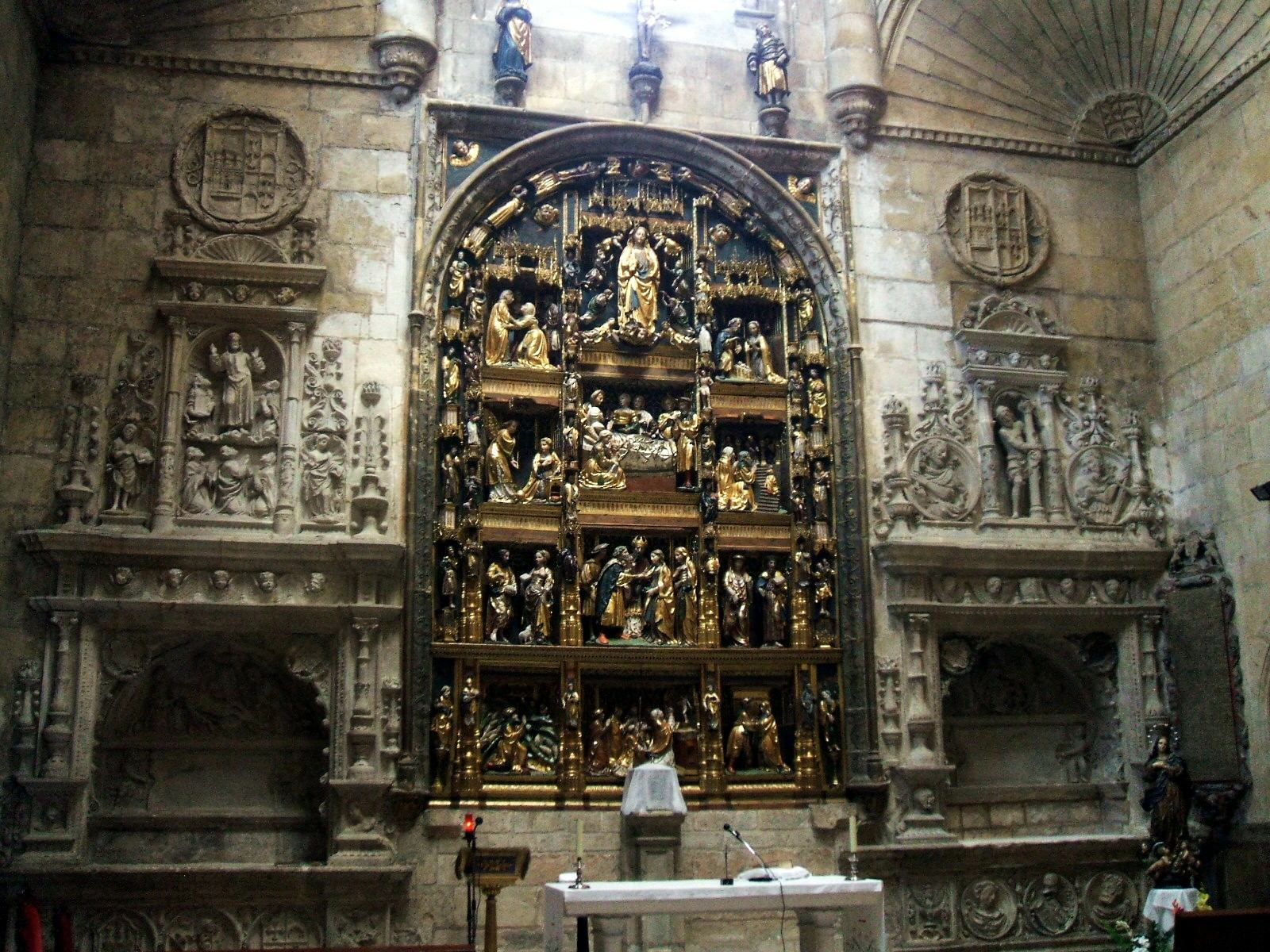

## Source de traduction
- (en) Cet article est partiellement ou en totalité issu de l’article de Wikipédia en anglais intitulé « San Gil Abad » (voir la liste des auteurs).